# توجيه (الاتحاد الأوروبي)
التوجيه  هو تشريع وفق نظام القوانين في الاتحاد الأوروبي؛ والذي يلزم الدول الأعضاء في الاتحاد الأوروبي بتطبيقه من حيث المضمون ولكن من غير الإلزام بالكيفية.
يختلف التوجيه في قوانين الاتحاد الأوروبي عن التنظيم، حيث أن الأخير يجب أن يدخل قانوناً في حيز التنفيذ في الدول الأعضاء.